# Basilan
Basilan är en ö i Filippinerna strax utanför Zamboangahalvön sydväst om Mindanao.
Ön utgör huvuddelen av provinsen med samma namn.
Basilan är den största och nordligaste av Suluöarna.